# Sombres Citrouilles
 (avril 2021).
Si vous disposez d'ouvrages ou d'articles de référence ou si vous connaissez des sites web de qualité traitant du thème abordé ici, merci de compléter l'article en donnant les références utiles à sa vérifiabilité et en les liant à la section « Notes et références ».
Sombres Citrouilles est un roman français de Malika Ferdjoukh paru en 1999. Il a obtenu le Prix Sorcières décerné par les Libraires et Bibliothécaires.

## Résumé
Le 31 octobre, la famille Coudrier, la demeure familiale, pour fêter l'anniversaire du grand-père. Mais les enfants, partis chercher des citrouilles dans le potager, découvrent un homme mort étendu au sol. Ils le cachent à la famille, par peur de gâcher l'ambiance. Mais, si à première vue l'homme est inconnu, on découvrira vite qu'il y a trois assassins possibles dans la famille Coudrier…
____________________________________________________________________________________________________________________
Comme chaque année, le 31 octobre, la famille Coudrier se réunit pour l'anniversaire de son patriarche, Papigrand. Comme chaque année, sa femme, ses enfants et petits-enfants préparent la fête. Certains sont déjà là, les autres arrivent ou vont arriver. Cette année, pourtant, la journée commence pour les enfants par une découverte pour le moins surprenante : celle d'un cadavre dans le potager. Une journée seulement s'écoule pendant le roman. Une journée pour découvrir petit à petit les membres de la famille, au gré de leur arrivée, de leurs activités, observées et relatées à tour de rôle par Madeleine et son cousin Hermès, ou mettant en scène leurs trois jeunes cousins et cousines. L'écheveau se dénoue petit à petit, mettant à jour plusieurs "secrets de famille". Malika Ferdjoukh manie un art du récit consommé en dressant avec beaucoup de sensibilité et d'habileté un portrait de famille impressionniste dans un roman à la construction très cinématographique. Le découpage des scènes est tel qu'on lit Sombres citrouilles avec le sentiment de regarder un film. Et l'on ressent un grand plaisir de spectateur. À partir de 12 ans.

## Personnages
- Il y a plusieurs personnages principaux: Hermès(14 ans), Madeleine, Papigrand, Mamigrand, Colin-six-an, clara

## Prix et distinctions
- 2000 : Prix Sorcières Catégorie Romans adolescents, pour Sombres citrouilles[1]
- 2002 : (international) « Honour List » de l'IBBY pour Sombres citrouilles[2]